# Браун, Айвен (бобслеист)
Айвен Элмор Браун (англ. Ivan Elmore Brown; 17 апреля 1908, Кин-Вэлли — 22 мая 1963, Хартфорд) — американский бобслеист, чемпион зимних Олимпийских игр 1936 года среди экипажей двоек вместе с Аланом Уошбондом.

## Биография
Выступал в 1930-е годы с Аланом Уошбондом среди экипажей двоек, представлял клуб «Кин-Вэлли». В 1935, 1938 и 1939 годах становился чемпионом США, а также чемпионом мира среди любителей в 1934, 1938 и 1939 годах. В 1936 году завоевал титул олимпийского чемпиона в Гармиш-Партенкирхене. После победы Браун переехал в Хартфорд, где долгие годы работал машинистом.